# Ducati Corse
Ducati Corse è il reparto che gestisce le competizioni delle squadre ufficiali di Ducati Motor Holding S.p.A. che, per circa un decennio, è esistito anche con una ragione sociale propria come Ducati Corse Srl prima di essere riassorbito nella casa madre. L'organizzazione è composta da due gruppi che lavorano autonomamente, scambiandosi però informazioni e dati; il più vecchio è quello che si occupa delle competizioni destinate alle derivate di serie: Superbike, Supersport e Superstock, il più recente, anche il più numeroso e più strutturato, si occupa dei prototipi per la MotoGP.
All'interno di Ducati Corse vengono progettate e costruite le moto da corsa, esistono 3 scuderie di sviluppo veicolo che si occupano di portare in pista i nuovi aggiornamenti e di testarli prima di avallare il loro utilizzo sulle moto da gara, che vengono poi seguite dai "team gara". All'interno del reparto vengono anche creati i nuovi software e applicativi per la gestione elettronica delle moto. Dal 2013 l'incarico di direttore generale è ricoperto da Luigi Dall'Igna.

## Competizioni

### Gli albori

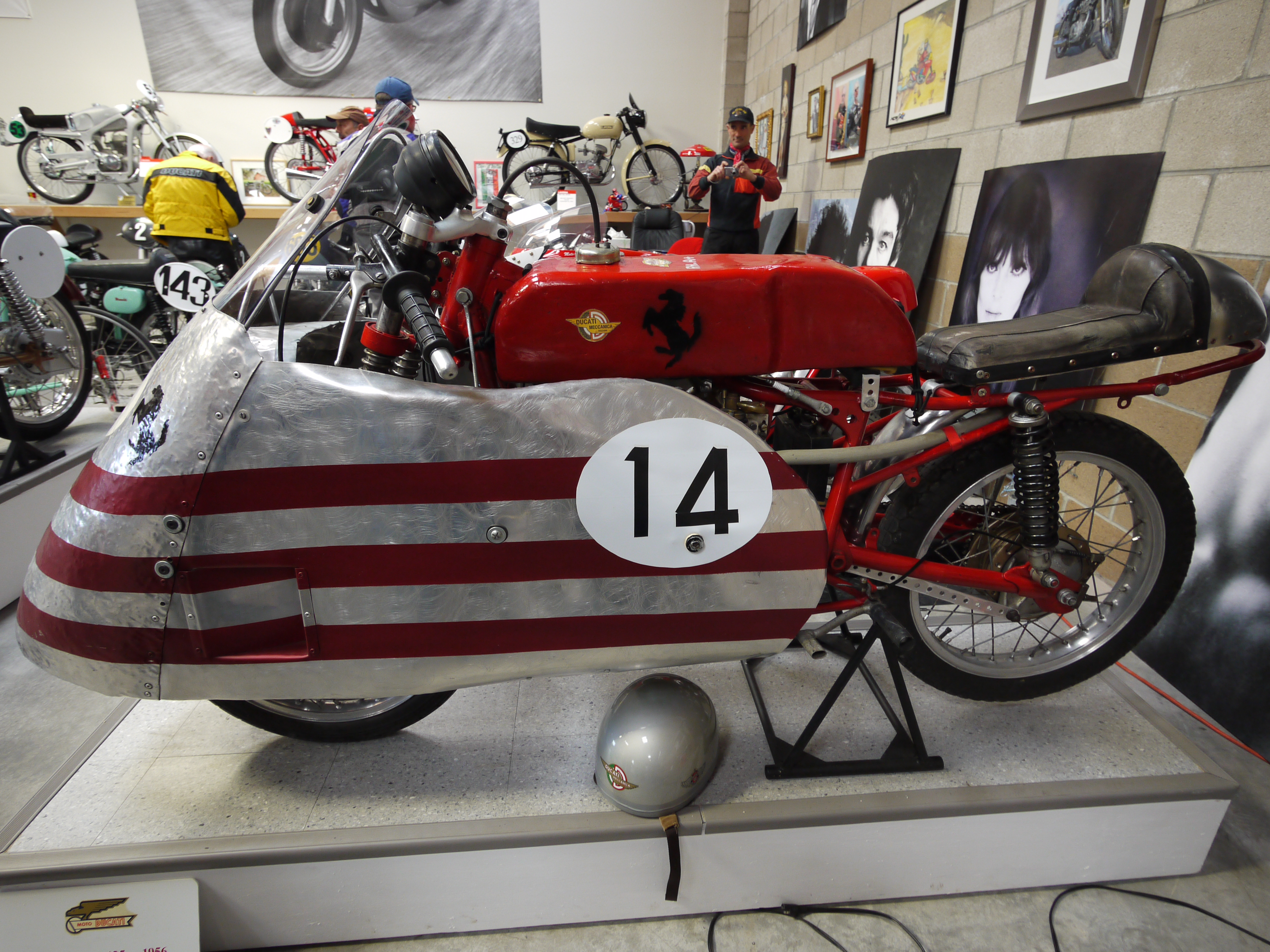
La Ducati Gran Sport "Marianna" stabilì vari record di velocità nel corso degli anni 1950.

Dopo i primi record di velocità di categoria ottenuti con il primo prodotto motociclistico della casa, il Cucciolo, alla fine degli anni 1940, l'attività sportiva del reparto corse Ducati ebbe inizio nel settore delle piccole cilindrate all'inizio degli anni 1950, dopo l'entrata in azienda dell'ingegnere Fabio Taglioni fautore della distribuzione desmodromica, destinata a divenire il marchio di fabbrica delle moto di Borgo Panigale. In questo decennio si segnalarono, tra le altre, le numerose vittorie di classe ottenute al Motogiro d'Italia tra il 1955 e il 1957.

### Formula TT

#### Storia
Tra la fine degli anni 1970 e l'inizio degli anni 1980 iniziò l'impegno Ducati nel campo che gli riserverà le maggiori soddisfazioni sportive, quello delle competizioni per le derivate dalla produzione di serie. È infatti nel campionato mondiale Formula TT, a posteriori precursore del campionato mondiale Superbike, che arriveranno i primi titoli iridati del marchio bolognese: nel 1978 Mike Hailwood portò il primo, storico mondiale a Borgo Panigale in sella a una 900 SS vittoriosa nella classe F1, cui seguirono le quattro affermazioni consecutive di Tony Rutter nella classe F2, su 600 TT2, tra il 1981 e il 1984.

#### Palmarès
- Titoli mondiali piloti Campionato mondiale Formula TT: 5

Formula 1: 1978
Formula 2: 1981, 1982, 1983, 1984
- Titoli mondiali costruttori Campionato mondiale Formula TT: 2

Formula 2: 1982, 1983

### Superbike

#### Storia

##### Gli inizi
Ducati è stata presente nelle competizioni del Campionato mondiale Superbike fin dalla sua prima edizione nel 1988, quando ha debuttato la Ducati 851 pilotata da Marco Lucchinelli.
Si tratta della categoria più vittoriosa per Borgo Panigale, le cui moto hanno ottenuto 18 titoli mondiali costruttori, superando nettamente qualsiasi avversario; anche per quanto riguarda il titolo riservato ai piloti, in 16 occasioni è stato appannaggio di ducatisti. Negli anni si susseguono alla guida della moto italiana alcuni tra i più noti piloti tra cui Pierfrancesco Chili, Troy Corser, Raymond Roche, Régis Laconi e l'idolo dei ducatisti "King" Carl Fogarty che con la 916 e versioni successive ha conquistato 4 titoli mondiali.

##### Anni 2000
In seguito a un incidente, che chiuderà la carriera di Foggy, Ducati, dopo una tormentata ricerca, trova in Troy Bayliss il degno sostituto del pilota inglese. L'australiano non impiega molto a conquistare i ducatisti, infatti già alla sua seconda gara da pilota ufficiale, sul tracciato di Monza, mostra il suo talento in una famosa staccata che lo porta dalla quarta alla prima posizione; finisce quarto entrambe le manche ma con il tripudio dei meccanici gli viene chiesto di restare nel campionato mondiale, abbandonando quello statunitense. Alla gara successiva, sul circuito di Hockenheim, conquista la sua prima vittoria iridata. Bayliss si farà apprezzare poi nelle stagioni 2001 e 2002, nella prima delle quali conquista il suo primo titolo mondiale e in quella successiva che, nonostante una lunga serie di doppiette, chiude al secondo posto dopo aver lottato sino all'ultima curva dell'ultima manche con il rivale Colin Edwards alla guida di una Honda.
Nel Mondiale Superbike del 2003 prende la denominazione di Team Ducati Fila, portando al debutto e all'immediato trionfo la 999, che conquista sia il titolo piloti con l'inglese Neil Hodgson davanti al compagno di squadra Rubén Xaus, che il titolo costruttori. Quell'anno si corse in 12 nazioni, per un totale di 24 gare, di cui 13 vinte da Hodgson (9 consecutive) e 7 da Xaus. Grazie poi alle vittorie di James Toseland, Pierfrancesco Chili e Shane Byrne, che guidavano la vecchia Ducati 998 per conto di team privati, la casa italiana si aggiudica tutte le gare del campionato.
Nel 2004 il team ufficiale decide di cambiare piloti, e la nuova 999 F04 viene affidata all'inglese James Toseland al francese Régis Laconi. La Ducati vince 10 gare su 22, di cui 7 per merito di Laconi, che però pagò cara la scarsa costanza di risultati e dovette accontentarsi del titolo di vicecampione del mondo, alle spalle del compagno di marca.
Infatti Toseland con solo 3 vittorie, ma numerosi piazzamenti a punti si laurea campione del mondo proprio all'ultima gara, in Francia.
La 999 vince altre 7 gare grazie a Noriyuki Haga (6 vittorie) e Garry McCoy (1 vittoria), che nel 2004 conducono per conto di team privati la 999 RS, ossia la 999 dell'anno precedente. Nel 2004, la Ducati ottiene dunque sia il titolo piloti che quello costruttori.

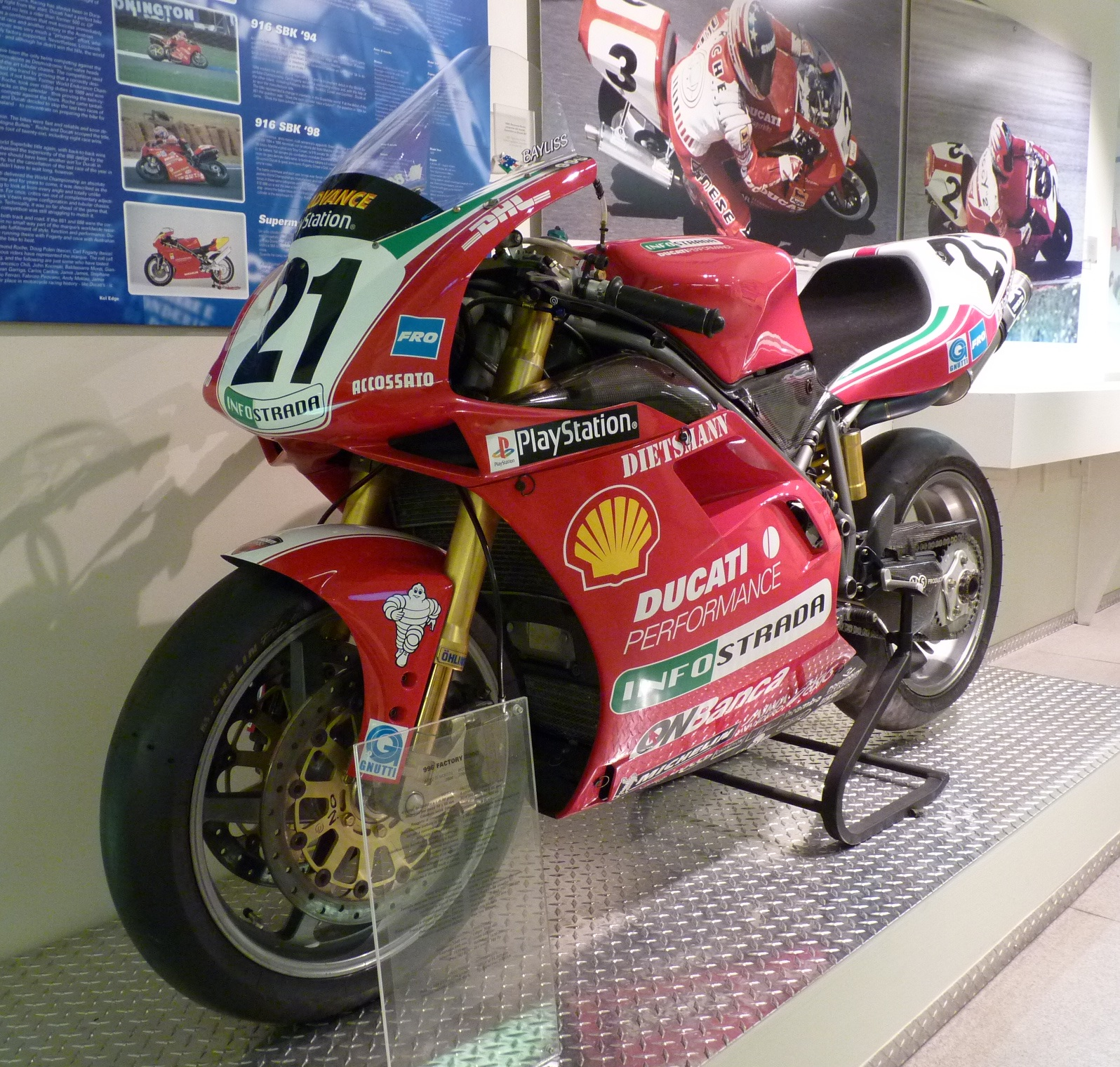
La Ducati 996 del 2000, parte della stirpe 916/996/998 che egemonizzò la Superbike dal 1994 al 2002.

Nonostante la superiorità tecnica dimostrata nel biennio 2003-04, nel mondiale 2005 il team ufficiale (ora Team Ducati Xerox), non riesce a riconfermare con la 999 F05 gli strepitosi risultati a cui era abituata.
Ancora una volta i piloti sono Toseland e Laconi, che ottengono rispettivamente il quarto e sesto posto in classifica generale, con 1 e 3 vittorie a testa. La 999 vince due gare anche con Lorenzo Lanzi, al quale, nelle ultime gare, viene assegnata una moto ufficiale nonostante il team privato Ducati SC Caracchi. Il team Ducati Xerox deve quindi abdicare in favore della Suzuki del Team Alstare guidata da Troy Corser, per la più classica delle "vendette degli ex".
Nel 2006 però i riflettori tornano a essere puntati sulla moto rossa, grazie soprattutto al ritorno in Superbike del pilota australiano Troy Bayliss, reduce da tre non troppo felici stagioni in MotoGP, le prime due delle quali alla guida della Ducati.
A Bayliss viene affiancato l'emergente Lorenzo Lanzi. I due si trovarono a gestire la rinnovata 999, ora rinominata 999 F06.
L'italiano non impressiona più di tanto, e chiude all'ottavo posto assoluto nel campionato, con un doppio terzo posto in Spagna come miglior risultato stagionale. Chi impressiona è invece l'australiano, già vincitore del campionato 2001 sempre con la Ducati. Nonostante nel 2006 Bayliss sia l'unico pilota a vincere con una Ducati, l'enorme numero di vittorie (12) e di piazzamenti, consente alla casa italiana di conquistare senza problemi i titoli piloti e costruttori.
L'ultima evoluzione della 999 da competizione è la F07, modello però praticamente invariato dall'anno procedente. Con questo modello i piloti del team ufficiale, Troy Bayliss e Lorenzo Lanzi, ottengono diversi piazzamenti a punti, oltre a sette vittorie del pilota australiano. Un'ulteriore gara viene vinta dal catalano Rubén Xaus in sella a una 999 F06 affidata al Team Sterilgarda.
Nonostante ciò non riusciranno ad aggiudicarsi il mondiale, condizionato da qualche ritiro, dal grave infortunio di Bayliss e da un mezzo ormai poco competitivo nei confronti delle 4 cilindri giapponesi di 1000cc. In classifica piloti, la Ducati deve quindi accontentarsi del 4º posto di Bayliss e del 7° di Lanzi. In classifica costruttori, la casa italiana chiude invece al 3º posto dietro a Yamaha e Honda. Dal campionato 2008, la Ducati ha deciso di mandare in pensione la vincente ma obsoleta 999, il cui testimone è stato raccolto dalla Ducati 1098. In totale la 999, nelle sue varie versioni ed evoluzioni, ha preso parte a 120 gare del mondiale superbike, ottenendo in tutto 63 vittorie, ossia più di tutte le altre moto messe insieme.

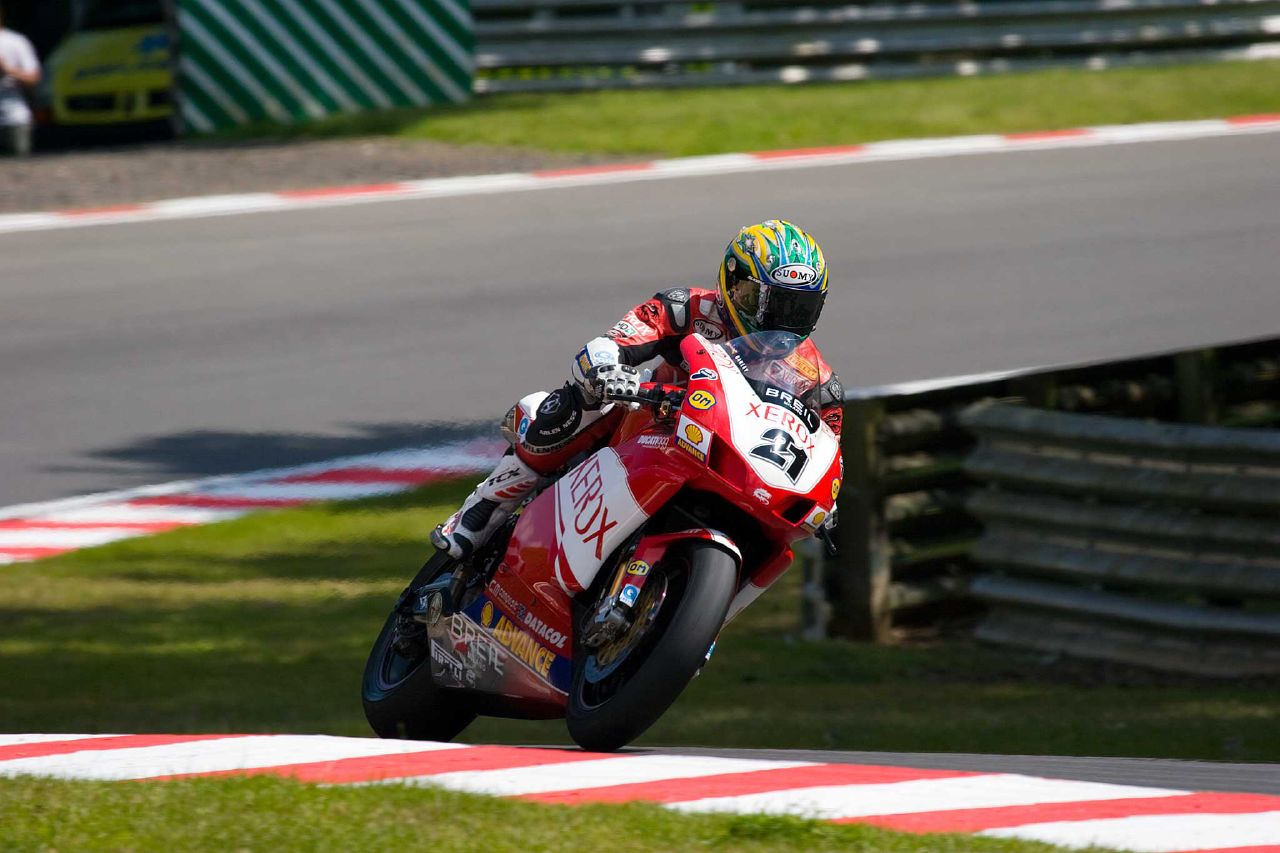
L'australiano Troy Bayliss, 3 volte iridato Superbike con la Ducati, guida la sua 999 F07 nel Mondiale 2007.

Nel 2008 Ducati si presenta al campionato mondiale con la nuova Ducati 1098R, pilotata da Troy Bayliss e dal giovane Michel Fabrizio. Con tre gare di anticipo sul termine del campionato Bayliss conquista la sua terza iride nel mondiale delle derivate di serie. Nello stesso anno Ducati, per la prima volta nella sua storia, fornisce ai team clienti la stessa moto (almeno a inizio stagione) del team ufficiale, differenziata unicamente da alcune parti della ciclistica e del controllo elettronico della gestione motore. I team satellite sono così in grado di schierare moto assolutamente competitive con Max Biaggi e Rubén Xaus del Team GMB, Lorenzo Lanzi dell'RG team e Jakub Smrž del Team Guandalini Racing.
Al termine della stagione 2008 il tre volte campione del mondo Bayliss lascia definitivamente le competizioni, e viene rimpiazzato all'interno del team ufficiale da Noriyuki Haga. La stagione 2009 porta l'ennesimo titolo costruttori, mentre il campionato piloti viene vinto da Ben Spies su Yamaha che ha preceduto di soli sei punti Haga, dopo un lungo confronto risoltosi a favore dello statunitense solo all'ultimo Gran Premio.

##### Anni 2010
Al termine del 2009, la squadra subisce una prima rivoluzione tra le figure dirigenziali di rilievo. Davide Tardozzi si trasferisce alla BMW portando nel team bavarese altre figure di rilievo dal team italiano. Il posto di team manager viene preso da Ernesto Marinelli e cambiano anche alcuni responsabili tecnici per entrambi i piloti. La stagione 2010 è al di sotto di ogni aspettativa, con Haga solamente 6° nella classifica finale e Michel Fabrizio addirittura 8°: la Ducati meglio piazzata sarà quella privata di Carlos Checa del team Althea, piazzatosi 3º, alle spalle di Max Biaggi (Aprilia) e Leon Haslam (Suzuki). A fine stagione Ducati annuncia il ritiro della struttura ufficiale dalle competizioni per derivate di serie, focalizzandosi nell'immediato sull'appoggio esterno ai team privati.
Nel 2011 Checa, con una Ducati 1098R del team Althea riesce ad aggiudicarsi ben 15 gare, consegnando alla casa italiana il quattordicesimo titolo piloti della sua storia. Nella stessa stagione, grazie alle ottime prestazioni dello spagnolo ma anche ai piloti del team Liberty Racing, Ducati si aggiudica il titolo costruttori. Nel 2012 il team Althea affianca al campione del mondo Checa il giovane Davide Giugliano. I risultati stagionali vedono Checa in quarta posizione in classifica mondiale e Giugliano al decimo posto. Per la stagione 2013 il team Alstare diventa nuova squadra di riferimento della Ducati per il mondiale Superbike (cambiamento dovuto al fatto che il team Althea passa a motociclette Aprilia), con piloti Checa e Ayrton Badovini, equipaggiati entrambi dalla nuova Ducati 1199 Panigale (motocicletta alla sua prima stagione nel WSBK). L'annata vede Badovini terminare in 12ª posizione nella graduatoria piloti mentre Checa, complici anche alcuni infortuni, termina in 15ª posizione.

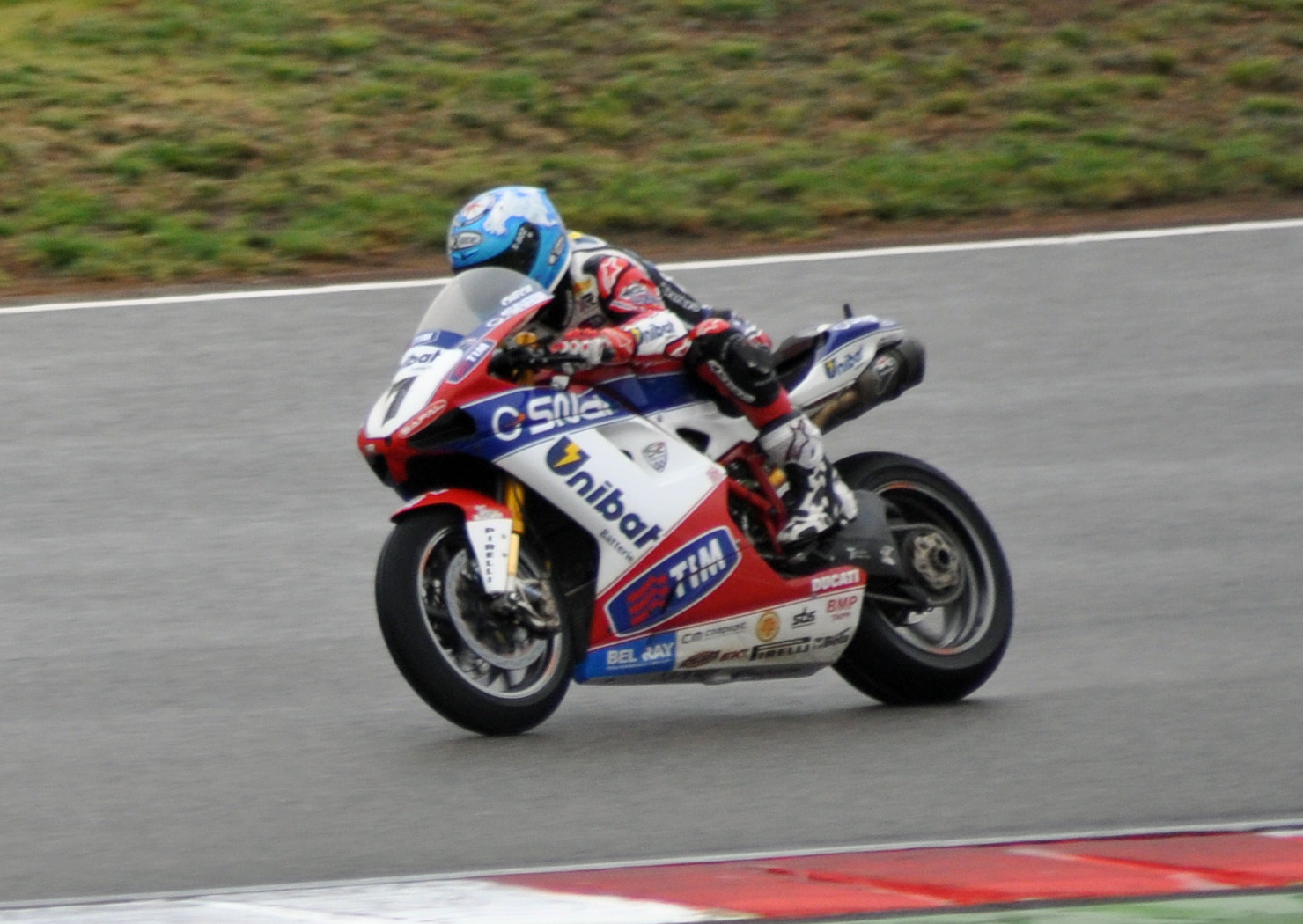
Lo spagnolo Carlos Checa, campione nel 2011 in sella alla 1098R del Team Althea.

Nel 2014 la Ducati termina l'accordo con il team Alstare e, cosa più rilevante, torna a schierare una propria struttura ufficiale; come piloti vengono ingaggiati Chaz Davies e il rientrante Giugliano. Durante la stagione i due piloti riescono a ottenere alcuni posizionamenti a podio, senza però riuscire a portare la Panigale alla prima vittoria nel mondiale. Davies termina il campionato in 6ª posizione conquistando quattro podi, mentre Davide Giugliano termina in 8ª posizione con due podi.
Nel 2015 la squadra Ducati prende la denominazione di Aruba.it Racing e vengono confermati come piloti Giugliano e Davies. La stagione si conclude con alcuni podi per entrambi i piloti e un piazzamento finale in campionato come secondo assoluto per Davies. Inoltre Ducati conquista il secondo posto anche per il campionato costruttori. Nel 2016 la coppia di piloti titolare della stagione precedente è confermata nel mondiale. La stagione si conclude con un secondo posto in classifica costruttori e con Davies che in questa stagione, pur chiudendo terzo, risulta il pilota più vincente con ben undici gare vinte. Nel 2017, Davies viene affiancato l'esperto pilota italiano Marco Melandri, entrambi poi confermati anche per il 2018. In quest'ultima stagione, che vede vittorioso ancora una volta il binomio Kawasaki-Rea, Ducati riesce comunque a fare sua la prima edizione del Trofeo Indipendenti, con il pilota spagnolo Javier Forés.
Nel 2019, per la prima volta Ducati schiera in questa categoria una motocicletta a quattro cilindri: la Panigale V4 R. I due esemplari del team ufficiale sono affidati al confermato Davies e ad Álvaro Bautista, mentre le altre due moto sono affidate a team privati. La stagione inizia nel migliore dei modi con Bautista capace di vincere le prime undici gare in calendario salvo poi subire la costante rimonta da parte di Jonathan Rea, terminata con la conquista del quinto titolo consecutivo a Magny-Cours. Ducati chiude quindi, nella stagione d'esordio con un motore a quattro cilindri, al secondo posto tra i costruttori con 17 Gran Premi vinti.

##### Anni 2020

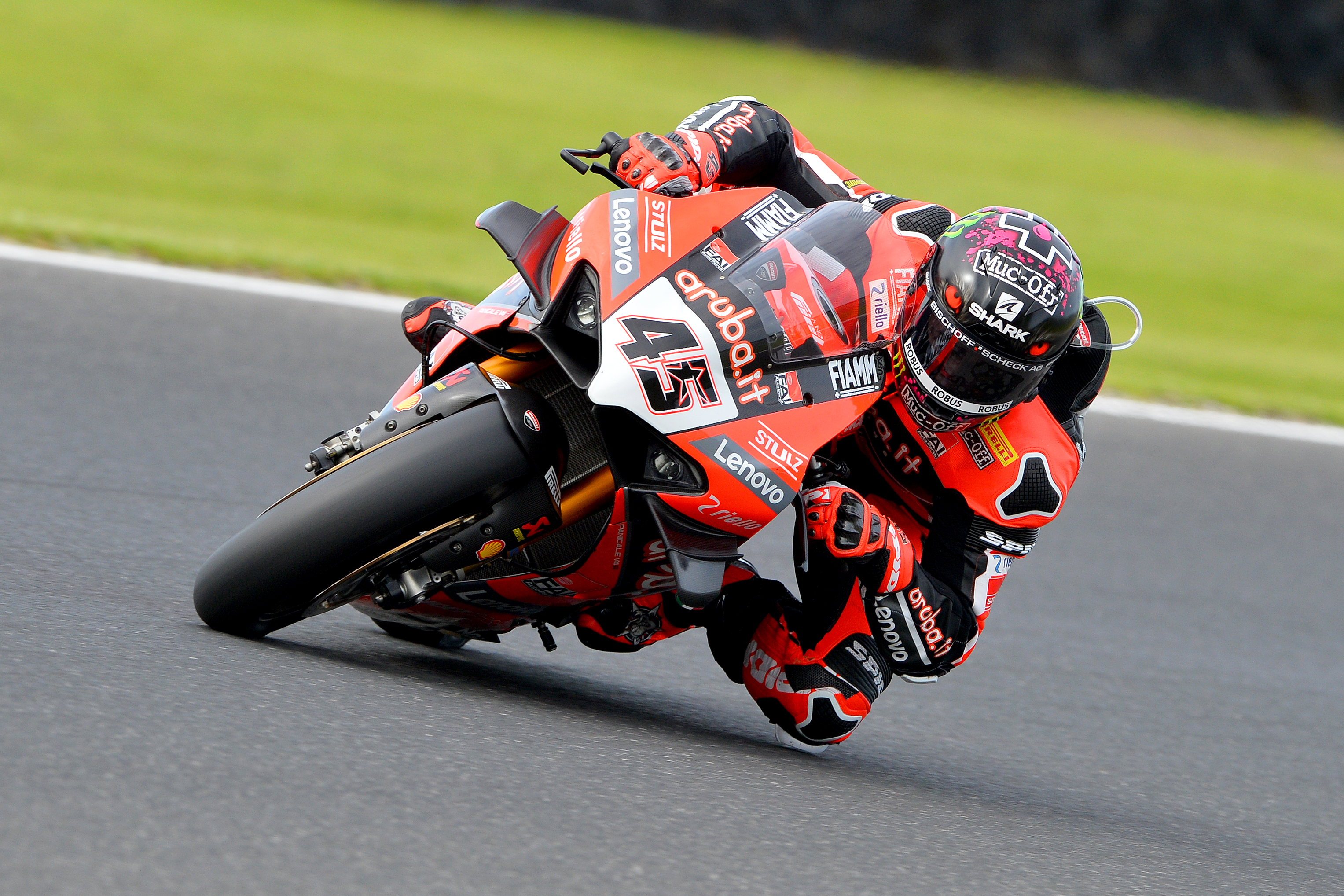
Il britannico Scott Redding nel 2020 su Ducati Panigale V4 R, la prima quadricilindrica schierata da Borgo Panigale in Superbike.

Nel 2020 ad affiancare Davies è il connazionale Scott Redding, campione britannico superbike con Ducati. Al termine della stagione la casa italiana chiude ad un solo punto da Kawasaki nella classifica costruttori e ottiene otto vittorie; conquista inoltre, per la seconda volta, il Trofeo Indipendenti con Michael Ruben Rinaldi. Nel 2021 al confermato Redding è affiancato l'emergente Rinaldi. Entrambi i piloti vincono delle gare e Ducati sfiora nuovamente il titolo costruttori, perso per tredici punti all'ultimo Gran Premio stagionale.
Nel 2022 al confermato Rinaldi, viene affiancato Álvaro Bautista, di ritorno in Ducati dopo due stagioni passate in Honda. Bautista vince sedici gare conquistando il titolo al Gran Premio d'Indonesia, grazie al quarto posto in gara-1: diventa il secondo spagnolo campione nella storia della Superbike, undici anni dopo Checa, iridato sempre con Ducati. Rinaldi è quarto nel mondiale, contribuendo alla conquista dei titoli costruttori e squadre. A completare l'ottima stagione, Axel Bassani, in forza al team Motocorsa Racing, vince il Trofeo Indipendenti con ampio margine. Nel 2023 scendono in pista cinque Panigale V4 R: oltre alle due del team ufficiale (che conferma i piloti dell'edizione precedente), una moto ciascuna per le squadre clienti Barni Racing, Motocorsa e Go Eleven. Bautista inizia la stagione con quindici vittorie nelle prime sedici prove, portandosi al comando della classifica con ampio margine mentre Bassani, analogamente, comanda la graduatoria degli Indipendenti. Il tutto si risolve nell'evento finale a Jerez laddove Bautista si conferma iridato e Bassani campione tra gli Indipendenti. Ducati bissa anche il titolo costruttori e primeggia nella classifica a squadre. Nel 2024 è Nicolò Bulega, campione in carica della Supersport, ad affiancare Bautista. Sebbene il mondiale piloti sia andato a Toprak Razgatlıoğlu su BMW, Ducati conferma il titolo costruttori – il ventesimo della sua storia –, la classifica a squadre e il Trofeo Indipendenti con Danilo Petrucci.

#### Statistiche piloti
- In queste tabelle vengono presi in considerazione tutti i piloti che hanno gareggiato con Ducati come costruttore, sia per il team ufficiale che per squadre clienti.
- Statistiche aggiornate al Campionato mondiale Superbike 2024.

- 215  Chaz Davies
- 167  Carl Fogarty
- 164  Troy Bayliss
- 160  Pierfrancesco Chili
- 143  Álvaro Bautista
- 123  Neil Hodgson
- 119  James Toseland
- 114  Michael Ruben Rinaldi
- 101  Troy Corser
- 97  Raymond Roche
- 94  Carlos Checa
- 89  Giancarlo Falappa

- 63  Álvaro Bautista
- 55  Carl Fogarty
- 52  Troy Bayliss
- 28  Chaz Davies
- 26  Doug Polen
- 22  Carlos Checa
- 22  Raymond Roche
- 16  Noriyuki Haga
- 16  Neil Hodgson
- 15  Troy Corser

- 104  Álvaro Bautista
- 100  Carl Fogarty
- 94  Troy Bayliss
- 89  Chaz Davies
- 59  Troy Corser
- 56  Raymond Roche
- 41  Pierfrancesco Chili
- 41  Neil Hodgson
- 38  Carlos Checa
- 37  Scott Redding
- 36  Doug Polen
- 33  Noriyuki Haga

#### Palmarès
- Titoli mondiali piloti Campionato mondiale Superbike: 16

1990, 1991, 1992, 1994, 1995, 1996, 1998, 1999, 2001, 2003, 2004, 2006, 2008, 2011, 2022, 2023
- Titoli mondiali costruttori Campionato mondiale Superbike: 20

1991, 1992, 1993, 1994, 1995, 1996, 1998, 1999, 2000, 2001, 2002, 2003, 2004, 2006, 2008, 2009, 2011, 2022, 2023, 2024

### Supersport e Superstock

L'italiano Paolo Casoli, vincitore nel 1997 su Ducati del primo mondiale Supersport della storia.

Tra le categorie propedeutiche alla Superbike, Ducati annovera la vittoria dei titoli piloti e costruttori nella stagione d'esordio del Campionato mondiale Supersport, quella del 1997, grazie a Paolo Casoli su Ducati 748. La casa di Borgo Panigale si è ripetuta nel 2023, con Nicolò Bulega su Ducati Panigale V2.
Dal 2007, al team ufficiale in Superbike viene affiancato un altro team nella Superstock 1000 FIM Cup, con la denominazione di Ducati Xerox Junior Team: le finalità di questa squadra sono quelle di far crescere giovani piloti, facendogli fare esperienza con moto dalla cilindrata elevata, per poi farli esordire in classi maggiori.
Nell'annata d'esordio per il Junior Team i risultati non tardano ad arrivare, infatti Niccolò Canepa vince immediatamente il titolo con 161 punti frutto di 2 vittorie e 6 piazzamenti a podio che gli consentono di sopravanzare di sole quattro lunghezze un altro giovane pilota italiano, Claudio Corti. Tale vittoria resterà storica, difatti viene ricordata come il primo successo iridato della Ducati 1098 (qui nella versione "S") in una competizione motociclistica sportiva: infatti la Ducati, in attesa dei cambi di regolamento nel Campionato mondiale Superbike 2008, anticipò i tempi schierando il nuovo modello in Superstock. L'altro pilota del Junior Team, l'australiano Brendan Roberts, ottiene una vittoria. L'anno seguente è proprio Roberts, nel frattempo promosso a pilota di punta del Ducati Xerox Junior Team, a vincere il campionato, prendendosi ciò che l'anno prima, a causa di un infortunio, non aveva nemmeno potuto tentare di raggiungere. Quindi nel 2009 è il belga Xavier Siméon a portare a Borgo Panigale il terzo titolo di categoria consecutivo.
Nella stagione 2011 arriva un altro successo per Ducati grazie a Davide Giugliano, correlato dal titolo costruttori. All'italiano fa seguito nel 2014 l'argentino Leandro Mercado del team Barni Racing, il quale oltre al titolo di categoria conquista anche le prime vittorie in Superstock per la 1199 Panigale. Mercado sfiora nuovamente il successo nel 2016, peraltro la stagione del ritorno di Ducati in Superstock con un proprio team ufficiale, con il sudamericano che chiude il campionato con tre vittorie e a soli quattro punti dal campione, Raffaele De Rosa; in questo frangente, Borgo Panigale riesce comunque a fare suo il titolo costruttori di categoria grazie anche ai piazzamenti dell'altro ducatista Michael Ruben Rinaldi.

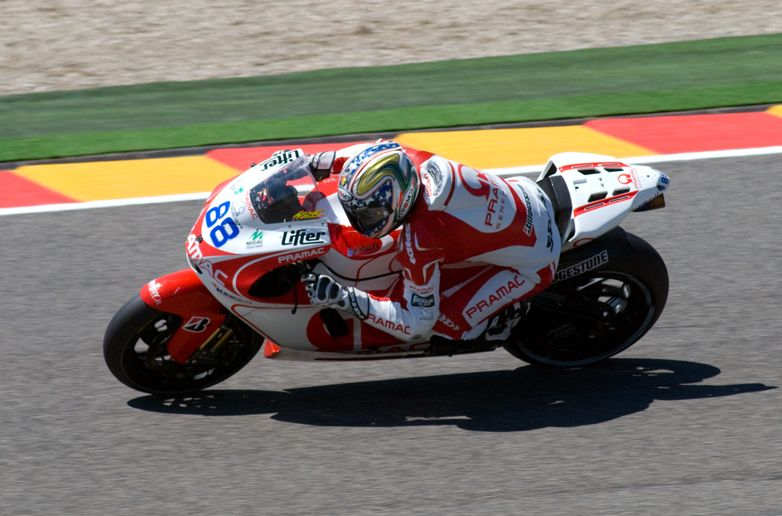
L'italiano Niccolò Canepa (qui su Ducati Desmosedici nel 2009), vincitore nel 2007 del primo titolo di Borgo Panigale nella Superstock 1000 FIM Cup.

L'anno dopo, con la categoria nel frattempo rititolata in Campionato europeo, è proprio Rinaldi, al termine di una stagione combattuta, a laurearsi campione di categoria con otto punti di vantaggio sul suo storico rivale, Toprak Razgatlıoğlu su Kawasaki, entrambi vincitori di tre gare in stagione. Infine nel 2018, ultima stagione di vita per la Superstock, Ducati si appoggia a team esterni e chiude la stagione al secondo posto in classifica costruttori, andando a vincere la gara conclusiva a Magny-Cours con Federico Sandi.
Il 2022 vede il ritorno di Ducati in Supersport. Grazie alle novità regolamentari introdotte in questa stagione, denominate "Supersport Next Generation", alcune motociclette possono sforare i limiti di cubatura imposti dalla classe, con la FIM impegnata ad attuare delle regole di bilanciamento. Il team ufficiale schiera un'unica Panigale V2 affidata a Bulega; altre sei moto sono gestite da team privati più qualche wild card. Pur non vincendo alcuna gara, Ducati si classifica seconda tra i costruttori chiudendo a podio più della metà delle gare previste e tornando alla pole position dopo ventuno anni (l'ultima risaliva al Gran Premio di Donington nel 2001 con Vittoriano Guareschi). Nella stagione seguente, il confermato Bulega egemonizza il campionato e si assicura agevolmente il titolo piloti, riportando l'alloro Supersport a Borgo Panigale dopo ventisei anni; lo stesso accade per il titolo marche, che nell'occasione rompe una supremazia Yamaha che perdurava da un sessennio. Nel 2024 il team ufficiale si affida ad Adrián Huertas, al terzo anno nella categoria. Dopo un inizio stentato lo spagnolo si porta al comando della classifica, mantenendola fino al termine della stagione: Ducati, con diciotto vittorie su ventiquattro gare, si conferma anche tra i costruttori e conquista per la prima volta la World Supersport Challenge con Simone Corsi.

#### Palmarès
- Titoli mondiali piloti Campionato mondiale Supersport: 3

1997, 2023, 2024
- Titoli mondiali costruttori Campionato mondiale Supersport: 3

1997, 2023, 2024
- Titoli mondiali piloti Superstock 1000 FIM Cup: 6

2007, 2008, 2009, 2011, 2014, 2017
- Titoli mondiali costruttori Superstock 1000 FIM Cup: 4

2008, 2009, 2011, 2016

### Motomondiale

#### Storia

##### Gli esordi

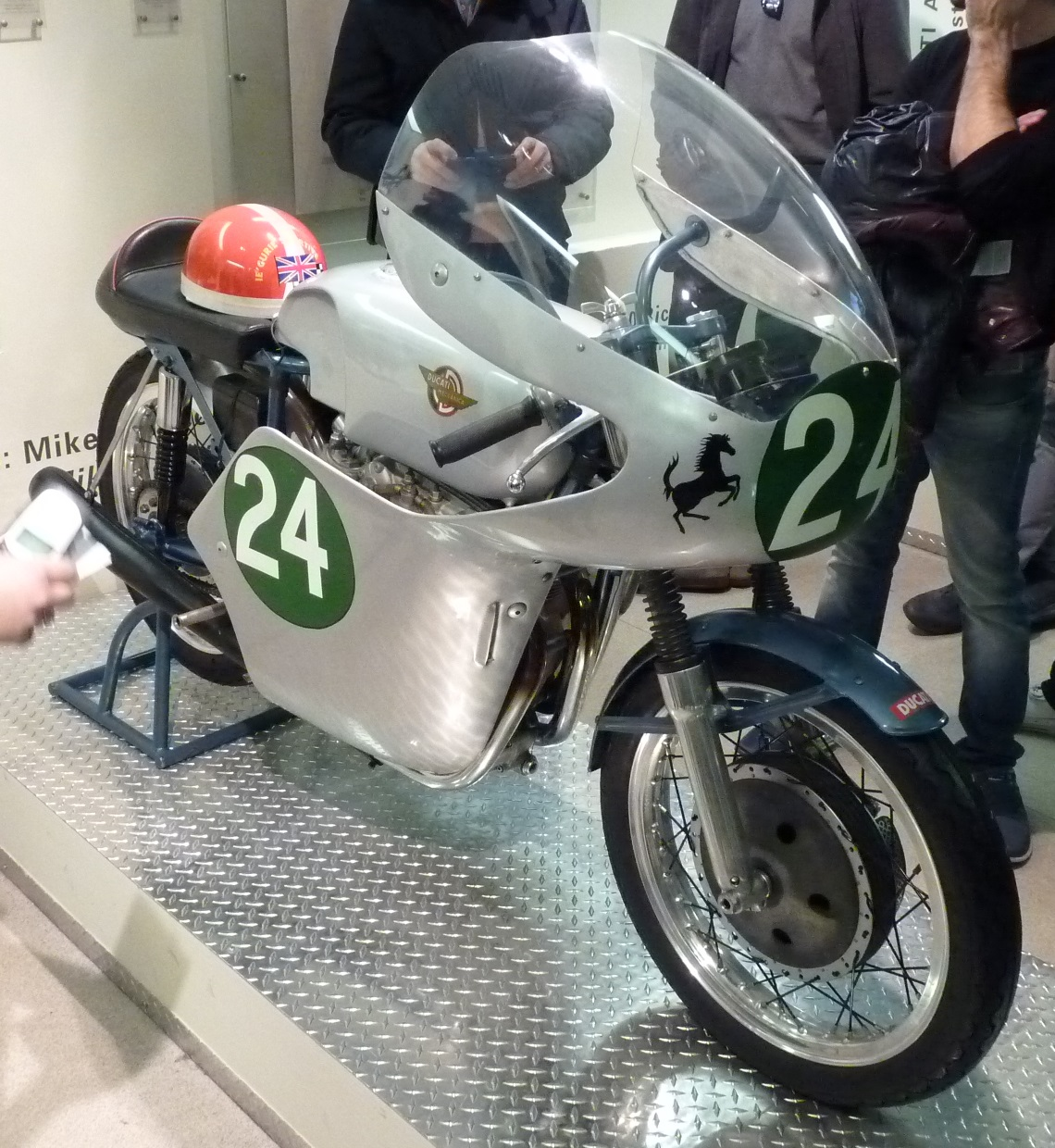
La Ducati 250 GP Desmo guidata da Mike Hailwood nella stagione 1960

Le prime partecipazioni Ducati nel motomondiale risalgono alla stagione 1956, nella classe 125, con la conquista dei primi punti al Gran Premio delle Nazioni corso a Monza, per mano di Sandro Artusi: ciò avvenne con la debuttante 125 GP Desmo – la prima moto della casa di Borgo Panigale dotata di distribuzione desmodromica oltreché di carenatura completa – che in quello stesso anno, con Gianni Degli Antoni, aveva già ottenuto una vittoria non iridata nel Gran Premio di Svezia corso a Hedemora.
Sempre nella ottavo di litro, nella stagione 1958 arrivò il primo successo Ducati in una prova valida per il motomondiale, grazie ad Alberto Gandossi, nel Gran Premio del Belgio corso a Spa-Francorchamps. In quel campionato, ancora Gandossi trionfò in Svezia, dove il secondo posto di Luigi Taveri diede alla casa bolognese la prima doppietta della sua storia, mentre Bruno Spaggiari vinse il Gran Premio delle Nazioni a Monza davanti ad altri quattro suoi compagni di squadra: questi risultati hanno valso a Ducati la migliore stagione della sua storia della classe 125, con il secondo posto nella classifica costruttori, dietro ai connazionali della MV Agusta. Nel 1959, infine, la 125 GP Desmo portò per la prima volta alla vittoria il giovane e futuro plurititolato Mike Hailwood, in occasione del Gran Premio dell'Ulster corso a Dundrod.
Nel 1960 la casa di Borgo Panigale si presentò anche nella classe 250 e, grazie ancora ad Hailwood, conquistò con la 250 GP Desmo i suoi primi punti nella categoria con i piazzamenti conseguiti nei Gran Premi di Olanda, Belgio e Ulster.
Ducati ottenne i suoi primi punti nell'allora classe regina, la 500, nel 1971 grazie al quarto posto di Phil Read nel Gran Premio delle Nazioni corso a Monza. L'anno seguente, sempre al "Nazioni" corso stavolta a Imola, Spaggiari portò la 500 bicilindrica a "L" per la prima volta sul podio, con una terza posizione: rimarrà l'unico podio Ducati nella mezzo litro.

##### MotoGP

###### Anni 2000

La presentazione del primo prototipo della Ducati Desmosedici al Mugello, 30 maggio 2002.

Dopo avere affidato al proprio reparto corse lo studio per la realizzazione di un propulsore 4 cilindri a V, in linea coi regolamenti della neoistituita classe GP1 – di lì a breve rinominata MotoGP –, il 4 maggio 2001 Ducati ufficializzò l'intento di fare ritorno nel motomondiale dopo oltre quarant'anni, col debutto in pista fissato per il 2003. Frattanto nel febbraio 2002 il progetto del motore, denominato Desmosedici Twinpulse, era pronto; dal propulsore derivò il nome del prototipo, per l'appunto Desmosedici, presentato ufficialmente al Mugello il successivo 30 maggio, in concomitanza col Gran Premio d'Italia. Nei mesi seguenti Ducati confermò i suoi piani per il 2003, con una squadra diretta da Livio Suppo e i manubri delle due Desmosedici affidati ai piloti Loris Capirossi e Troy Bayliss, quest'ultimo proveniente dalla squadra di Borgo Panigale in Superbike; per l'esordio in pubblico si dovrà attendere fino al 3 novembre 2002 quando, in una passerella a Valencia nella mattina precedente il Gran Premio della Comunità Valenciana, Bayliss percorrerà tre giri davanti a 120 000 spettatori.
Durante la stagione 2003 la moto italiana stupì per la sua immediata competitività: già al debutto del campionato, nel GP del Giappone, Capirossi conquistò un terzo posto, il primo podio in MotoGP per la casa. Nelle gare seguenti, sempre il pilota italiano ottenne la prima pole position ducatista nel GP di Spagna a Jerez, mentre nel GP d'Italia al Mugello fece segnare il primo giro veloce. Il 15 giugno 2003, nel GP di Catalogna sul circuito di Montmeló, ancora Capirossi portò la Ducati al successo, vincendo il primo Gran Premio nella categoria. Al termine della stagione Capirossi e Bayliss collezionarono vari podi: tre terzi posti (in Giappone, in Portogallo e a Valencia), due secondi posti (in Italia e in Australia), una vittoria (in Catalogna), tre pole position (a Jerez, nei Paesi Bassi e in Portogallo) e un giro veloce (in Italia) per l'italiano, mentre l'australiano aggiunse al bottino tre terzi posti (a Jerez, in Germania e nella Repubblica Ceca).

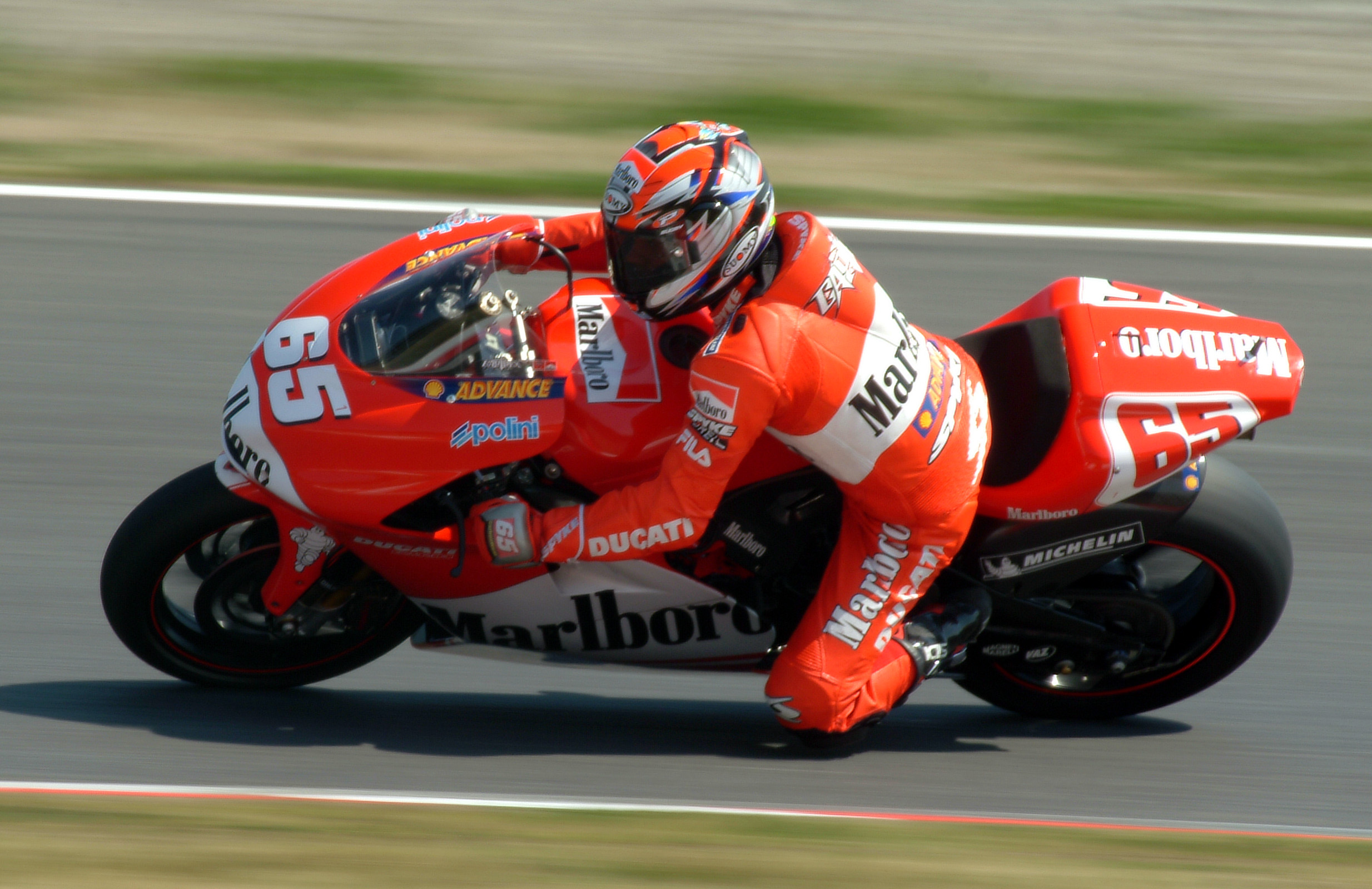
L'italiano Loris Capirossi alla guida della debuttante Desmosedici GP3 nel motomondiale 2003.

Nel 2004 non cambiano i piloti ma si evolve la moto: il modello impiegato per il campionato reca la sigla "Desmosedici GP4" per distinguerlo dal modello utilizzato nel mondiale 2003, distribuito ora alla squadra clienti D'Antín. La stagione vide i due piloti riuscire a cogliere due podi (un terzo posto per pilota). La squadra conclude al quinto posto la stagione, registrando un peggioramento rispetto al 2003. Il 2005 vede riconfermato Capirossi affiancato ora da Carlos Checa; cambia ulteriormente la moto, aggiornandosi nella versione "Desmosedici GP5" e passando alle coperture Bridgestone. Capirossi vince due Gran Premi consecutivi in Malaysia e in Giappone, proprio in casa della Honda.
Nel motomondiale 2006 la squadra Ducati ha schierato ancora Capirossi, ma affiancato da Sete Gibernau. La moto era la "Desmosedici GP6", nome che svela l'ulteriore sviluppo della moto precedente. Agli sviluppi della moto sono associati quelli portati avanti dal partner tecnico Bridgestone che ha curato la fornitura di gomme. I progressi sono stati evidenti e la casa bolognese ha conquistato il terzo posto finale nella classifica costruttori grazie a 4 vittorie nei Gran Premi, tre conquistate da Capirossi e l'ultima da Bayliss, quest'ultimo reduce dal titolo Superbike incamerato pochi giorni prima, e chiamato a sostituire l'infortunato Gibernau nell'ultima gara della stagione a Valencia: il successo di Bayliss è rimasto peraltro agli annali poiché ne ha fatto il primo pilota capace di vincere almeno una gara in MotoGP e in Superbike nella stessa stagione, e il primo campione del mondo tra le derivate di serie a trionfare in gara anche nei prototipi; unito al secondo posto di Capirossi, inoltre, ha permesso a Ducati di conseguire la sua prima doppietta in classe regina.
Con il motomondiale 2007 finisce l'era delle MotoGP da 990 cm³: la cilindrata scende a 800 cm³ e la nuova Desmosedici GP7 è guidata da Capirossi, ormai bandiera ducatista, e dal giovane australiano Casey Stoner. Il 23 settembre 2007 la Ducati vince il suo primo titolo iridato per piloti della MotoGP, trentatré anni dopo l'ultimo successo di una casa italiana (MV Agusta) nella massima categoria e un ininterrotto dominio di moto giapponesi: nello stesso giorno Capirossi ritorna alla vittoria mentre Stoner vince il suo primo titolo mondiale.

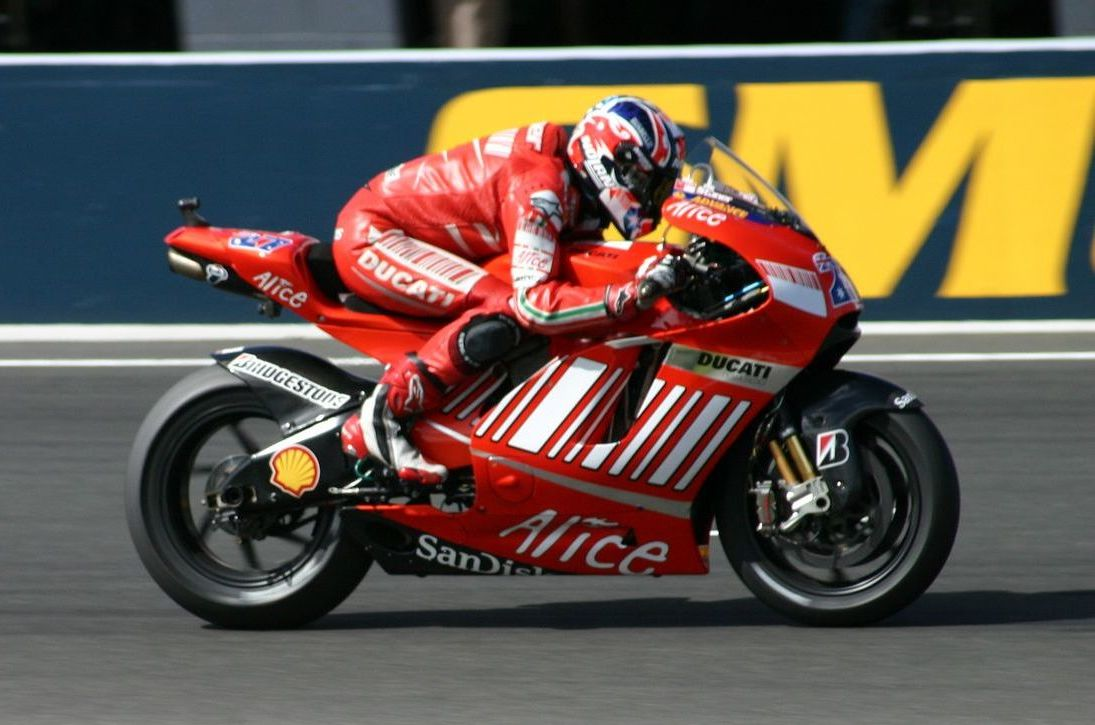
L'australiano Casey Stoner in sella alla Desmosedici GP7 campione del mondo MotoGP nella stagione 2007.

Nel motomondiale 2008 la squadra bolognese schiera nuovamente il campione del mondo Stoner, la cui difesa del titolo non va a buon fine nonostante 6 vittorie, affiancato dal nuovo acquisto Marco Melandri. Per il 2009 la squadra ufficiale schiera Stoner e lo statunitense Nicky Hayden, ex pilota ufficiale Honda; novità più importante, tra i team clienti viene scelto Pramac per mettere in piedi una vera e propria struttura satellite, che porta in pista altre due Desmosedici pilotate da Niccolò Canepa e Mika Kallio. Inoltre nasce una nuova squadra privata, il team Grupo Francisco Hernando, che vede il ritorno alle gare di Gibernau. Il 5 novembre 2009 Vittoriano Guareschi viene nominato team manager, in sostituzione di Suppo passato alla Honda.

###### Anni 2010
Nella stagione 2010 la squadra ripropone gli stessi piloti dell'anno precedente. Dopo la pausa estiva la casa di Borgo Panigale annuncia di aver ingaggiato, per il 2011, il plurititolato Valentino Rossi al posto di Stoner, futuro pilota Honda; lo statunitense Hayden resterà a fianco del campione marchigiano. Il binomio tutto italiano Ducati-Rossi non diede tuttavia i frutti sperati, sicché il 22 agosto 2012 viene ingaggiato per l'anno seguente il pilota romagnolo Andrea Dovizioso, in questa stagione in forza alla Monster Yamaha Tech 3, sostituendo Rossi il quale dopo un biennio fa contestualmente ritorno alla Yamaha.

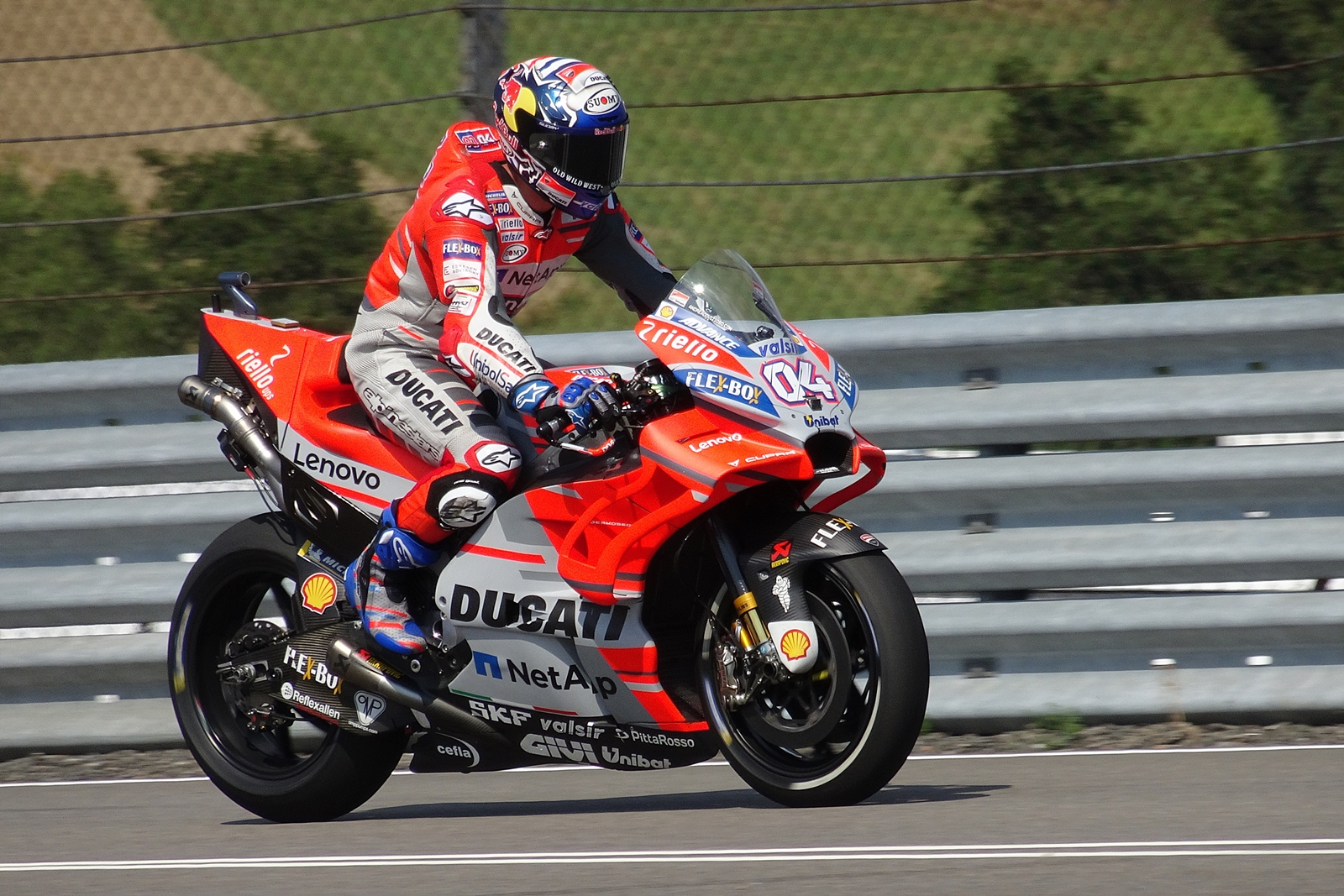
Andrea Dovizioso su Desmosedici GP18 nel motomondiale 2018: l'italiano è il più presente col marchio di Borgo Panigale in MotoGP, con 142 Gran Premi disputati.

Nella stagione 2016 sono ben 8 le Desmosedici in pista: ai quattro prototipi di Ducati Corse e Pramac se ne aggiungono infatti altrettanti affidati ai team privati Aspar e Avintia. Il team ufficiale, composto da Dovizioso, in squadra dal 2013, e da Andrea Iannone, arrivato l'anno precedente, inizia a risalire la china. Iannone riporta Ducati alla vittoria al Red Bull Ring, davanti al compagno di box Dovizioso: era dal Gran Premio d'Australia 2010 che non si aveva una vittoria della casa italiana (Stoner), e inoltre non si aveva una doppietta di Borgo Panigale dal Gran Premio d'Australia 2007 (Stoner-Capirossi). In Malesia arriva la seconda vittoria stagionale, questa volta con Dovizioso; per la prima volta dal 2007, due diversi piloti Ducati si aggiudicano almeno un Gran Premio a testa.
Nel 2017, al confermato Dovizioso, viene affiancato lo spagnolo Jorge Lorenzo, entrambi riconfermati anche per la stagione successiva. In questo biennio Ducati ritrova una certa competitività che le permette di lottare per il titolo. Dopo aver vinto un numero considerevole di Gran Premi, chiude la stagione 2018 al secondo posto in classifica costruttori, piazzamento confermato anche nel 2019.

###### Anni 2020
Nel 2020 la casa di Borgo Panigale, grazie ai risultati conseguiti dal factory team, dalla squadra satellite Pramac e dal team privato Esponsorama (ex Avintia), si aggiudica il titolo marche, il secondo della sua storia, a tredici anni dall'unico precedente.
Nel 2021 la Desmosedici, affidata a una rinnovata coppia formata dall'italiano Francesco Bagnaia e dall'australiano Jack Miller, si assesta definitivamente a migliore moto della griglia in questa fase storica: nonostante sfugga ancora il titolo piloti, con Bagnaia comunque capace di battagliare fino alle ultime gare con l'iridato finale, Fabio Quartararo su Yamaha, la casa di Borgo Panigale bissa il titolo costruttori e torna inoltre a imporsi con il factory team nella classifica per squadre, a quattordici anni dall'unico precedente; la Desmosedici svetta altresì nelle altre classifiche mondiali grazie a Pramac, che trionfa tra gli indipendenti sia come team sia come pilota, in quest'ultimo caso con il francese Johann Zarco, oltre a issare il compagno di box, lo spagnolo Jorge Martín, a migliore rookie dell'anno. A livello statistico, infine, a Valencia per la prima volta Ducati monopolizza un podio in top class, con Bagnaia davanti a Martín e Miller.

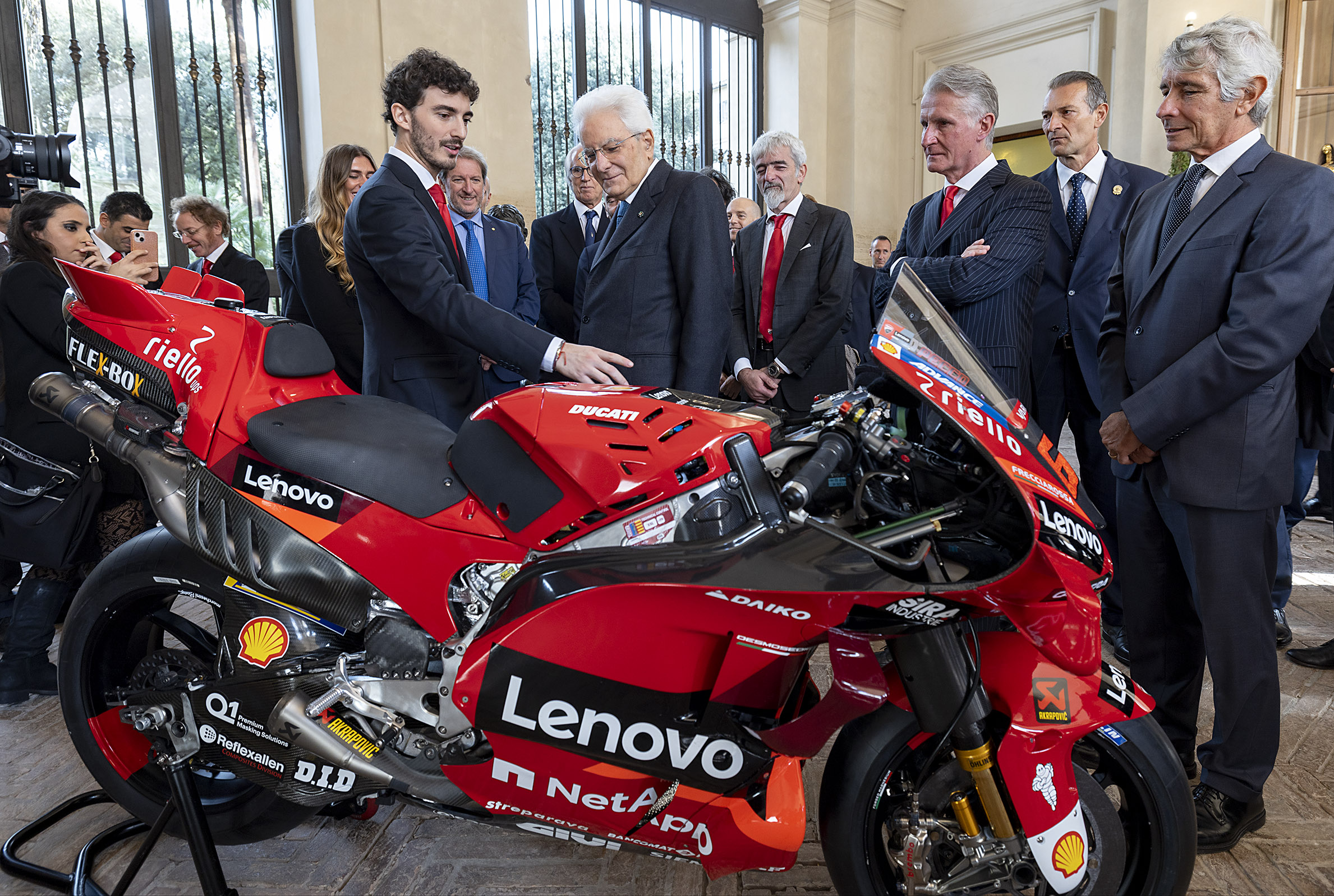
L'italiano Francesco Bagnaia (a sinistra) e la delegazione Ducati, con la Desmosedici GP22, incontrano il presidente della Repubblica Italiana, Sergio Mattarella, dopo la vittoriosa stagione MotoGP 2022.

Il 2022 vede Ducati tornare a egemonizzare buona parte della griglia della MotoGP, con 8 Desmosedici equamente divise tra quattro squadre: a Ducati Corse e Pramac si aggiungono i team clienti Gresini e VR46. Con questa pattuglia Borgo Panigale incamera agevolmente, con cinque gare di anticipo sulla fine del campionato, il terzo titolo costruttori consecutivo. La squadra ufficiale, sempre con Bagnaia e Miller ai manubri, fa ancora suo il titolo team; sono nuovamente appannaggio di Ducati le classifiche indipendenti, con Pramac a primeggiare tra le squadre ed Enea Bastianini (Gresini) tra i piloti, oltreché la palma di rookie dell'anno con Marco Bezzecchi (VR46). Apice della stagione, e risultato di una rimonta-record nella seconda parte di campionato, Bagnaia vince il titolo piloti della MotoGP: il piemontese riporta il mondiale della classe regina a Borgo Panigale quindici anni dopo Stoner (2007), mentre ancor più rilevante è il successo di un'accoppiata moto-pilota tutta italiana, che in top class non si verificava da mezzo secolo con Giacomo Agostini su MV Agusta (1972).
Nel 2023 – che vede il cambio di formula del campionato, con l'introduzione delle gare Sprint nel sabato precedente il Gran Premio – c'è la conferma delle 8 Desmosedici in griglia e, per quanto concerne la squadra ufficiale, l'arrivo di Bastianini al fianco del confermato Bagnaia. Ducati egemonizza la stagione sotto tutti i punti di vista; già nel corso dell'annata, al Mugello, per la prima volta in MotoGP la casa bolognese inanella un poker con Bagnaia davanti a Martín, Zarco e Luca Marini. A fine campionato Bagnaia bissa il titolo piloti, il secondo in top class, al termine di un duello col compagno di marca Martín del team Pramac, risoltosi all'ultima gara; inoltre Ducati fa suo l'intero podio mondiale grazie alla terza piazza di Bezzecchi (VR46). Oltre a ciò, la casa bolognese conferma l'iride tra i costruttori mentre la classifica team vede primeggiare Pramac: un'affermazione storica poiché ne fa la prima squadra indipendente a vincere il titolo.
La supemazia ducatista si fa ancora più marcata nel 2024, quando le Desmosedici in pista ottengono 19 vittorie su venti Gran Premi, 53 podi, 17 doppiette e 14 triplette, per un ruolino con pochi eguali nella storia della classe regina; esemplificativa di ciò la Sprint di Buriram, dove la casa bolognese piazza i suoi 8 piloti ai primi otto posti. La lotta per il titolo piloti è di nuovo ristretta a Bagnaia e Martín, e stavolta è lo spagnolo in forza al team Pramac a sopravanzare l'iridato uscente: un'affermazione a sua volta storica, poiché la prima per un pilota di un team indipendente nell'era MotoGP. A corollario della migliore stagione Ducati nel motomondiale, il titolo costruttori viene incamerato con largo anticipo sulla fine del campionato, la squadra ufficiale primeggia nella classifica team e Pramac in quella degli indipendenti.

##### MotoE
Ducati, già fornitore unico delle motociclette impiegate in questo campionato dal 2023; nell'annata successiva sceglie di schierare un proprio team ufficiale anche in questa categoria: la stagione di debutto, con Chaz Davies e Armando Pontone quali piloti designati, si conclude al nono posto nella classifica a squadre.

#### Risultati
I punti e il risultato finale sono la somma dei punti ottenuti da entrambi i piloti (diversamente dalla classifica costruttori) e il risultato finale si riferisce al team e non al costruttore.
| Anno | Moto               | Gomme | Piloti          |   |     |     |     |     |    |   |   |   |     |   |    |     |   |     |   |  |  |  |  |  |  | Punti | Pos. |
| ---- | ------------------ | ----- | --------------- | - | --- | --- | --- | --- | -- | - | - | - | --- | - | -- | --- | - | --- | - |  |  |  |  |  |  | ----- | ---- |
| 2003 | Ducati Desmosedici | M     | Troy Bayliss    | 5 | 4   | 3   | Rit | Rit | 10 | 9 | 5 | 3 | 3   | 6 | 10 | Rit | 9 | Rit | 7 |  |  |  |  |  |  | 305   | 3º   |
| 2003 | Ducati Desmosedici | M     | Loris Capirossi | 3 | Rit | Rit | Rit | 2   | 1  | 6 | 4 | 4 | Rit | 3 | 6  | 8   | 6 | 2   | 3 |  |  |  |  |  |  | 305   | 3º   |

| Anno | Moto               | Gomme | Piloti          |    |     |    |   |     |     |     |     |   |     |   |     |     |    |   |   |  |  |  |  |  |  | Punti | Pos. |
| ---- | ------------------ | ----- | --------------- | -- | --- | -- | - | --- | --- | --- | --- | - | --- | - | --- | --- | -- | - | - |  |  |  |  |  |  | ----- | ---- |
| 2004 | Ducati Desmosedici | M     | Troy Bayliss    | 14 | Rit | 8  | 4 | Rit | Rit | Rit | Rit | 5 | Rit | 8 | Rit | Rit | 10 | 9 | 3 |  |  |  |  |  |  | 188   | 5º   |
| 2004 | Ducati Desmosedici | M     | Loris Capirossi | 6  | 12  | 10 | 8 | 10  | 8   | 4   | Rit | 7 | 5   | 7 | Rit | Rit | 6  | 3 | 9 |  |  |  |  |  |  | 188   | 5º   |

| Anno | Moto               | Gomme | Piloti          |    |   |     |     |   |    |    |     |   |     |   |   |   |    |    |     |   |  |  |  |  |  | Punti | Pos. |
| ---- | ------------------ | ----- | --------------- | -- | - | --- | --- | - | -- | -- | --- | - | --- | - | - | - | -- | -- | --- | - |  |  |  |  |  | ----- | ---- |
| 2005 | Ducati Desmosedici | B     | Loris Capirossi | 13 | 9 | 12  | 7   | 3 | 12 | 10 | 10  | 6 | 9   | 2 | 1 | 1 | 10 | NQ | Inf | 7 |  |  |  |  |  | 295   | 4º   |
| 2005 | Ducati Desmosedici | B     | Carlos Checa    | 10 | 5 | Rit | Rit | 5 | 11 | 9  | Rit | 5 | Rit | 8 | 4 | 3 | 6  | 3  | 5   | 4 |  |  |  |  |  | 295   | 4º   |
| 2005 | Ducati Desmosedici | B     | Shinichi Itoh   |    |   |     |     |   |    |    |     |   |     |   |   |   |    |    | SQ  |   |  |  |  |  |  | 295   | 4º   |

| Anno | Moto               | Gomme | Piloti          |     |   |    |   |   |   |     |     |     |   |    |     |   |   |   |     |     |  |  |  |  |  | Punti | Pos. |
| ---- | ------------------ | ----- | --------------- | --- | - | -- | - | - | - | --- | --- | --- | - | -- | --- | - | - | - | --- | --- |  |  |  |  |  | ----- | ---- |
| 2006 | Ducati Desmosedici | B     | Loris Capirossi | 1   | 3 | 6  | 8 | 2 | 2 | Rit | 15  | 9   | 5 | 8  | 1   | 2 | 7 | 1 | 12  | 2   |  |  |  |  |  | 356   | 3º   |
| 2006 | Ducati Desmosedici | B     | Sete Gibernau   | Rit | 4 | 11 | 9 | 8 | 5 | Rit | Inf | Inf | 8 | 10 | Inf | 5 | 4 | 4 | Rit | Inf |  |  |  |  |  | 356   | 3º   |
| 2006 | Ducati Desmosedici | B     | Alex Hofmann    |     |   |    |   |   |   |     | 12  | 13  |   |    | 16  |   |   |   |     |     |  |  |  |  |  | 356   | 3º   |
| 2006 | Ducati Desmosedici | B     | Troy Bayliss    |     |   |    |   |   |   |     |     |     |   |    |     |   |   |   |     | 1   |  |  |  |  |  | 356   | 3º   |

| Anno | Moto               | Gomme | Piloti          |     |    |   |   |   |   |   |     |     |   |     |   |   |   |   |   |    |   |  |  |  |  | Punti | Pos. |
| ---- | ------------------ | ----- | --------------- | --- | -- | - | - | - | - | - | --- | --- | - | --- | - | - | - | - | - | -- | - |  |  |  |  | ----- | ---- |
| 2007 | Ducati Desmosedici | B     | Loris Capirossi | Rit | 12 | 3 | 6 | 8 | 7 | 6 | Rit | Rit | 2 | Rit | 6 | 5 | 9 | 1 | 2 | 11 | 5 |  |  |  |  | 533   | 1º   |
| 2007 | Ducati Desmosedici | B     | Casey Stoner    | 1   | 5  | 1 | 1 | 3 | 4 | 1 | 1   | 2   | 5 | 1   | 1 | 1 | 3 | 6 | 1 | 1  | 2 |  |  |  |  | 533   | 1º   |

| Anno | Moto               | Gomme | Piloti         |    |    |    |   |    |     |    |    |    |     |    |     |     |    |    |    |    |    |  |  |  |  | Punti | Pos. |
| ---- | ------------------ | ----- | -------------- | -- | -- | -- | - | -- | --- | -- | -- | -- | --- | -- | --- | --- | -- | -- | -- | -- | -- |  |  |  |  | ----- | ---- |
| 2008 | Ducati Desmosedici | B     | Casey Stoner   | 1  | 11 | 6  | 3 | 16 | 2   | 3  | 1  | 1  | 1   | 2  | Rit | Rit | 4  | 2  | 1  | 6  | 1  |  |  |  |  | 331   | 3º   |
| 2008 | Ducati Desmosedici | B     | Marco Melandri | 11 | 12 | 13 | 5 | 15 | Rit | 11 | 16 | 13 | Rit | 16 | 7   | 9   | 19 | 13 | 16 | 16 | 16 |  |  |  |  | 331   | 3º   |

| Anno | Moto               | Gomme | Piloti       |    |     |    |    |    |    |   |   |   |    |     |     |     |   |    |   |    |  |  |  |  |  | Punti | Pos. |
| ---- | ------------------ | ----- | ------------ | -- | --- | -- | -- | -- | -- | - | - | - | -- | --- | --- | --- | - | -- | - | -- |  |  |  |  |  | ----- | ---- |
| 2009 | Ducati Desmosedici | B     | Casey Stoner | 1  | 4   | 3  | 5  | 1  | 3  | 3 | 4 | 4 | 14 | Inf | Inf | Inf | 2 | 1  | 1 | NP |  |  |  |  |  | 341   | 3º   |
| 2009 | Ducati Desmosedici | B     | Nicky Hayden | 12 | Rit | 15 | 12 | 12 | 10 | 8 | 5 | 8 | 15 | 6   | 3   | Rit | 8 | 15 | 5 | 5  |  |  |  |  |  | 341   | 3º   |
| 2009 | Ducati Desmosedici | B     | Mika Kallio  |    |     |    |    |    |    |   |   |   |    | Rit | 8   | 7   |   |    |   |    |  |  |  |  |  | 341   | 3º   |

| Anno | Moto               | Gomme | Piloti       |     |   |     |     |   |   |   |   |   |   |     |     |   |    |     |   |     |     |  |  |  |  | Punti | Pos. |
| ---- | ------------------ | ----- | ------------ | --- | - | --- | --- | - | - | - | - | - | - | --- | --- | - | -- | --- | - | --- | --- |  |  |  |  | ----- | ---- |
| 2010 | Ducati Desmosedici | B     | Casey Stoner | Rit | 5 | Rit | 4   | 5 | 3 | 3 | 3 | 2 | 3 | Rit | 5   | 1 | 1  | Rit | 1 | Rit | 2   |  |  |  |  | 388   | 3º   |
| 2010 | Ducati Desmosedici | B     | Nicky Hayden | 4   | 4 | 4   | Rit | 4 | 7 | 8 | 7 | 5 | 6 | 6   | Rit | 3 | 12 | 6   | 4 | 5   | Rit |  |  |  |  | 388   | 3º   |

| Anno | Moto               | Gomme | Piloti          |   |   |   |   |   |   |   |    |   |   |   |    |     |    |     |     |    |     |  |  |  |  | Punti | Pos. |
| ---- | ------------------ | ----- | --------------- | - | - | - | - | - | - | - | -- | - | - | - | -- | --- | -- | --- | --- | -- | --- |  |  |  |  | ----- | ---- |
| 2011 | Ducati Desmosedici | B     | Valentino Rossi | 7 | 5 | 5 | 3 | 5 | 6 | 4 | 6  | 9 | 6 | 6 | 10 | 7   | 10 | Rit | Rit | AN | Rit |  |  |  |  | 271   | 3º   |
| 2011 | Ducati Desmosedici | B     | Nicky Hayden    | 9 | 3 | 9 | 7 | 8 | 4 | 5 | 10 | 8 | 7 | 7 | 14 | Rit | 7  | 7   | 7   | AN | Rit |  |  |  |  | 271   | 3º   |

| Anno | Moto               | Gomme | Piloti          |    |   |    |   |   |   |    |    |   |     |    |     |   |     |   |   |   |     |  |  |  |  | Punti | Pos. |
| ---- | ------------------ | ----- | --------------- | -- | - | -- | - | - | - | -- | -- | - | --- | -- | --- | - | --- | - | - | - | --- |  |  |  |  | ----- | ---- |
| 2012 | Ducati Desmosedici | B     | Valentino Rossi | 10 | 9 | 7  | 2 | 7 | 9 | 13 | 6  | 5 | Rit | 7  | 7   | 2 | 8   | 7 | 5 | 7 | 10  |  |  |  |  | 285   | 4º   |
| 2012 | Ducati Desmosedici | B     | Nicky Hayden    | 6  | 8 | 11 | 6 | 9 | 7 | 6  | 10 | 7 | 6   | NP | Inf | 7 | Rit | 8 | 4 | 8 | Rit |  |  |  |  | 285   | 4º   |

| Anno | Moto               | Gomme | Piloti           |   |   |   |   |   |     |    |   |   |    |   |     |   |   |     |   |    |   |  |  |  |  | Punti | Pos. |
| ---- | ------------------ | ----- | ---------------- | - | - | - | - | - | --- | -- | - | - | -- | - | --- | - | - | --- | - | -- | - |  |  |  |  | ----- | ---- |
| 2013 | Ducati Desmosedici | B     | Nicky Hayden     | 8 | 9 | 7 | 5 | 6 | Rit | 11 | 9 | 8 | 9  | 8 | 8   | 9 | 9 | Rit | 7 | 9  | 8 |  |  |  |  | 266   | 4º   |
| 2013 | Ducati Desmosedici | B     | Andrea Dovizioso | 7 | 7 | 8 | 4 | 5 | 7   | 10 | 7 | 9 | 10 | 7 | Rit | 8 | 8 | 8   | 9 | 10 | 9 |  |  |  |  | 266   | 4º   |

| Anno | Moto               | Gomme | Piloti           |   |     |     |     |    |     |     |   |    |   |     |    |   |     |     |     |     |   |  |  |  |  | Punti | Pos. |
| ---- | ------------------ | ----- | ---------------- | - | --- | --- | --- | -- | --- | --- | - | -- | - | --- | -- | - | --- | --- | --- | --- | - |  |  |  |  | ----- | ---- |
| 2014 | Ducati Desmosedici | B     | Andrea Dovizioso | 5 | 3   | 9   | 5   | 8  | 6   | 8   | 2 | 8  | 7 | 6   | 5  | 4 | Rit | 5   | 4   | 8   | 4 |  |  |  |  | 261   | 3º   |
| 2014 | Ducati Desmosedici | B     | Cal Crutchlow    | 6 | Rit | Inf | Rit | 11 | Rit | Rit | 9 | 10 | 8 | Rit | 12 | 9 | 3   | Rit | Rit | Rit | 5 |  |  |  |  | 261   | 3º   |
| 2014 | Ducati Desmosedici | B     | Michele Pirro    |   |     | 17  |     |    |     |     |   |    |   |     |    |   |     |     |     |     |   |  |  |  |  | 261   | 3º   |

| Anno | Moto               | Gomme | Piloti           |   |   |   |   |   |     |     |    |     |   |   |   |   |   |     |    |     |     |  |  |  |  | Punti | Pos. |
| ---- | ------------------ | ----- | ---------------- | - | - | - | - | - | --- | --- | -- | --- | - | - | - | - | - | --- | -- | --- | --- |  |  |  |  | ----- | ---- |
| 2015 | Ducati Desmosedici | B     | Andrea Dovizioso | 2 | 2 | 2 | 9 | 3 | Rit | Rit | 12 | Rit | 9 | 6 | 3 | 8 | 5 | 5   | 13 | Rit | 7   |  |  |  |  | 350   | 3º   |
| 2015 | Ducati Desmosedici | B     | Andrea Iannone   | 3 | 5 | 4 | 6 | 5 | 2   | 4   | 4  | 5   | 5 | 4 | 8 | 7 | 4 | Rit | 3  | Rit | Rit |  |  |  |  | 350   | 3º   |

| Anno | Moto               | Gomme | Piloti           |     |     |     |     |     |   |     |     |   |   |     |     |     |     |     |     |     |   |  |  |  |  | Punti | Pos. |
| ---- | ------------------ | ----- | ---------------- | --- | --- | --- | --- | --- | - | --- | --- | - | - | --- | --- | --- | --- | --- | --- | --- | - |  |  |  |  | ----- | ---- |
| 2016 | Ducati Desmosedici | M     | Andrea Dovizioso | 2   | 13  | Rit | Rit | Rit | 5 | 7   | Rit | 3 | 2 | Rit | 6   | 6   | 11  | 2   | 4   | 1   | 7 |  |  |  |  | 296   | 3º   |
| 2016 | Ducati Desmosedici | M     | Andrea Iannone   | Rit | Rit | 3   | 7   | Rit | 3 | Rit | 5   | 5 | 1 | 8   | Rit | Inf | Inf | Inf | Inf | Rit | 3 |  |  |  |  | 296   | 3º   |
| 2016 | Ducati Desmosedici | M     | Michele Pirro    |     |     |     |     |     |   |     |     |   |   |     |     | 7   | 12  |     |     |     |   |  |  |  |  | 296   | 3º   |
| 2016 | Ducati Desmosedici | M     | Héctor Barberá   |     |     |     |     |     |   |     |     |   |   |     |     |     |     | 17  | Rit |     |   |  |  |  |  | 296   | 3º   |

| Anno | Moto               | Gomme | Piloti           |    |     |   |   |   |   |   |    |    |    |   |   |     |   |   |    |   |     |  |  |  |  | Punti | Pos. |
| ---- | ------------------ | ----- | ---------------- | -- | --- | - | - | - | - | - | -- | -- | -- | - | - | --- | - | - | -- | - | --- |  |  |  |  | ----- | ---- |
| 2017 | Ducati Desmosedici | M     | Andrea Dovizioso | 2  | Rit | 6 | 5 | 4 | 1 | 1 | 5  | 8  | 6  | 1 | 1 | 3   | 7 | 1 | 13 | 1 | Rit |  |  |  |  | 398   | 3º   |
| 2017 | Ducati Desmosedici | M     | Jorge Lorenzo    | 11 | Rit | 9 | 3 | 6 | 8 | 4 | 15 | 11 | 15 | 4 | 5 | Rit | 3 | 6 | 15 | 2 | Rit |  |  |  |  | 398   | 3º   |

| Anno | Moto               | Gomme | Piloti           |     |    |    |     |     |   |     |   |   |   |   |    |    |     |    |     |     |     |    |  |  |  | Punti | Pos. |
| ---- | ------------------ | ----- | ---------------- | --- | -- | -- | --- | --- | - | --- | - | - | - | - | -- | -- | --- | -- | --- | --- | --- | -- |  |  |  | ----- | ---- |
| 2018 | Ducati Desmosedici | M     | Andrea Dovizioso | 1   | 6  | 5  | Rit | Rit | 2 | Rit | 4 | 7 | 1 | 3 | AN | 1  | 2   | 2  | 18  | 3   | 6   | 1  |  |  |  | 392   | 2º   |
| 2018 | Ducati Desmosedici | M     | Jorge Lorenzo    | Rit | 15 | 11 | Rit | 6   | 1 | 1   | 7 | 6 | 2 | 1 | AN | 17 | Rit | NP | Inf | Inf | Inf | 12 |  |  |  | 392   | 2º   |
| 2018 | Ducati Desmosedici | M     | Álvaro Bautista  |     |    |    |     |     |   |     |   |   |   |   |    |    |     |    |     | 4   |     |    |  |  |  | 392   | 2º   |
| 2018 | Ducati Desmosedici | M     | Michele Pirro    |     |    |    |     |     |   |     |   |   |   |   |    |    |     |    |     |     | Rit |    |  |  |  | 392   | 2º   |

| Anno | Moto               | Gomme | Piloti           |   |   |   |   |   |   |     |   |   |   |   |     |    |    |   |   |     |   |     |  |  |  | Punti | Pos. |
| ---- | ------------------ | ----- | ---------------- | - | - | - | - | - | - | --- | - | - | - | - | --- | -- | -- | - | - | --- | - | --- |  |  |  | ----- | ---- |
| 2019 | Ducati Desmosedici | M     | Andrea Dovizioso | 1 | 3 | 4 | 4 | 2 | 3 | Rit | 4 | 5 | 2 | 1 | Rit | 6  | 2  | 4 | 3 | 7   | 3 | 4   |  |  |  | 445   | 2º   |
| 2019 | Ducati Desmosedici | M     | Danilo Petrucci  | 6 | 6 | 6 | 5 | 3 | 1 | 3   | 6 | 4 | 8 | 9 | 7   | 10 | 12 | 9 | 9 | Rit | 9 | Rit |  |  |  | 445   | 2º   |

| Anno | Moto               | Gomme | Piloti           |    |   |     |    |   |    |    |    |     |   |    |    |    |    |    |  |  |  |  |  |  |  | Punti | Pos. |
| ---- | ------------------ | ----- | ---------------- | -- | - | --- | -- | - | -- | -- | -- | --- | - | -- | -- | -- | -- | -- |  |  |  |  |  |  |  | ----- | ---- |
| 2020 | Ducati Desmosedici | M     | Andrea Dovizioso | NE | 3 | 6   | 11 | 1 | 5  | 7  | 8  | Rit | 4 | 7  | 13 | 8  | 8  | 6  |  |  |  |  |  |  |  | 213   | 4º   |
| 2020 | Ducati Desmosedici | M     | Danilo Petrucci  | NE | 9 | Rit | 12 | 7 | 11 | 16 | 10 | 8   | 1 | 15 | 10 | 10 | 15 | 16 |  |  |  |  |  |  |  | 213   | 4º   |

| Anno | Moto               | Gomme | Piloti            |   |   |     |   |   |     |   |   |     |     |    |    |   |   |   |     |   |   |  |  |  |  | Punti | Pos. |
| ---- | ------------------ | ----- | ----------------- | - | - | --- | - | - | --- | - | - | --- | --- | -- | -- | - | - | - | --- | - | - |  |  |  |  | ----- | ---- |
| 2021 | Ducati Desmosedici | M     | Jack Miller       | 9 | 9 | Rit | 1 | 1 | 6   | 3 | 6 | Rit | Rit | 11 | 4  | 5 | 5 | 7 | Rit | 3 | 3 |  |  |  |  | 433   | 1º   |
| 2021 | Ducati Desmosedici | M     | Francesco Bagnaia | 3 | 6 | 2   | 2 | 4 | Rit | 7 | 5 | 6   | 11  | 2  | 14 | 1 | 1 | 3 | Rit | 1 | 1 |  |  |  |  | 433   | 1º   |

| Anno | Moto               | Gomme | Piloti            |     |    |    |   |     |   |     |    |     |     |   |   |   |    |   |     |   |     |   |     |  |  | Punti | Pos. |
| ---- | ------------------ | ----- | ----------------- | --- | -- | -- | - | --- | - | --- | -- | --- | --- | - | - | - | -- | - | --- | - | --- | - | --- |  |  | ----- | ---- |
| 2022 | Ducati Desmosedici | M     | Jack Miller       | Rit | 4  | 14 | 3 | Rit | 5 | 2   | 15 | 14  | 3   | 6 | 3 | 3 | 18 | 5 | 1   | 2 | Rit | 6 | Rit |  |  | 454   | 1º   |
| 2022 | Ducati Desmosedici | M     | Francesco Bagnaia | Rit | 15 | 5  | 5 | 8   | 1 | Rit | 1  | Rit | Rit | 1 | 1 | 1 | 1  | 2 | Rit | 3 | 3   | 1 | 9   |  |  | 454   | 1º   |

| Anno | Moto               | Gomme | Piloti            |     |     |      |     |      |   |   |      |     |    |     |     |      |     |    |    |    |    |    |     |  |  | Punti | Pos. |
| ---- | ------------------ | ----- | ----------------- | --- | --- | ---- | --- | ---- | - | - | ---- | --- | -- | --- | --- | ---- | --- | -- | -- | -- | -- | -- | --- |  |  | ----- | ---- |
| 2023 | Ducati Desmosedici | M     | Francesco Bagnaia | 1   | 166 | Rit1 | 12  | Rit3 | 1 | 2 | 12   | 2   | 1  | NP2 | 3   | Rit2 | 23  | 18 | 2  | 27 | 3  | 25 | 15  |  |  | 561   | 2º   |
| 2023 | Ducati Desmosedici | M     | Enea Bastianini   | Inf | Inf | Inf  | Inf | Inf  | 9 | 8 | Rit8 | Rit | 10 | NP9 | Inf | Inf  | Inf | 87 | 10 | 13 | 14 | 8  | Rit |  |  | 561   | 2º   |
| 2023 | Ducati Desmosedici | M     | Michele Pirro     |     |     | 11   |     |      |   |   |      |     |    |     |     | 16   | 16  |    |    |    |    |    |     |  |  | 561   | 2º   |
| 2023 | Ducati Desmosedici | M     | Danilo Petrucci   |     |     |      |     | 11   |   |   |      |     |    |     |     |      |     |    |    |    |    |    |     |  |  | 561   | 2º   |

| Anno | Moto               | Gomme | Piloti            |    |      |    |   |   |     |   |    |    |   |    |      |    |      |      |    |    |     |   |    |  |  | Punti | Pos. |
| ---- | ------------------ | ----- | ----------------- | -- | ---- | -- | - | - | --- | - | -- | -- | - | -- | ---- | -- | ---- | ---- | -- | -- | --- | - | -- |  |  | ----- | ---- |
| 2024 | Ducati Desmosedici | M     | Francesco Bagnaia | 14 | Rit4 | 58 | 1 | 3 | 1   | 1 | 1  | 13 | 3 | 1  | Rit9 | 2  | Rit1 | 31   | 1  | 34 | 13  | 1 | 1  |  |  | 884   | 1º   |
| 2024 | Ducati Desmosedici | M     | Enea Bastianini   | 56 | 26   | 36 | 5 | 4 | 185 | 2 | 34 | 4  | 1 | 34 | 57   | 34 | 13   | Rit2 | 42 | 53 | 141 | 3 | 72 |  |  | 884   | 1º   |

| Anno | Moto               | Gomme | Piloti            |   |    |      |    |     |    |      |   |    |    |   |    |   |  |  |  |  |  |  |  |  |  | Punti | Pos. |
| ---- | ------------------ | ----- | ----------------- | - | -- | ---- | -- | --- | -- | ---- | - | -- | -- | - | -- | - |  |  |  |  |  |  |  |  |  | ----- | ---- |
| 2025 | Ducati Desmosedici | M     | Francesco Bagnaia | 3 | 43 | 13   | 28 | 3   | 16 | Rit6 | 3 | 43 | 35 | 3 | 47 | 8 |  |  |  |  |  |  |  |  |  | 629   |      |
| 2025 | Ducati Desmosedici | M     | Marc Márquez      | 1 | 1  | Rit1 | 1  | 121 | 21 | 32   | 1 | 1  | 1  | 1 | 1  | 1 |  |  |  |  |  |  |  |  |  | 629   |      |

| Legenda | 1º posto        | 2º posto            | 3º posto            | A punti      | Senza punti        | Grassetto – Pole position Corsivo – Giro più veloce |
| Legenda | Gara non valida | Non qual./Non part. | Ritirato/Non class. | Squalificato | '-' Dato non disp. | Grassetto – Pole position Corsivo – Giro più veloce |

#### Statistiche piloti
- Nelle tabelle sottostanti vengono presi in considerazione solo i risultati ottenuti con il team ufficiale.
- Statistiche aggiornate al 30 marzo 2025.

- 142  Andrea Dovizioso
- 86  Nicky Hayden
- 82  Loris Capirossi
- 81  Francesco Bagnaia
- 67  Casey Stoner
- 38  Jack Miller
- 36  Valentino Rossi
- 34  Danilo Petrucci
- 33  Troy Bayliss
- 32  Andrea Iannone
- 32  Jorge Lorenzo
- 22  Enea Bastianini
- 18  Marco Melandri

- 30  Francesco Bagnaia
- 23  Casey Stoner
- 14  Andrea Dovizioso
- 7  Loris Capirossi
- 5  Marc Márquez
- 3  Enea Bastianini
- 3  Jorge Lorenzo
- 3  Jack Miller
- 2  Danilo Petrucci
- 1  Troy Bayliss
- 1  Andrea Iannone

- 52  Francesco Bagnaia
- 42  Casey Stoner
- 40  Andrea Dovizioso
- 23  Loris Capirossi
- 12  Jack Miller
- 9  Enea Bastianini
- 7  Andrea Iannone
- 7  Jorge Lorenzo
- 7  Marc Márquez
- 5  Troy Bayliss
- 4  Danilo Petrucci
- 3  Nicky Hayden
- 3  Valentino Rossi

#### Palmarès
Vengono presi in considerazione solo i risultati ottenuti con il team ufficiale.
- Titoli mondiali piloti: 3

MotoGP 2007 -  Casey Stoner
MotoGP 2022 -  Francesco Bagnaia
MotoGP 2023 -  Francesco Bagnaia
- Titoli mondiali team: 4

MotoGP 2007
MotoGP 2021
MotoGP 2022
MotoGP 2024
- Titoli mondiali costruttori: 6

MotoGP 2007
MotoGP 2020
MotoGP 2021
MotoGP 2022
MotoGP 2023
MotoGP 2024

## Loghi

Logo di Ducati Corse usato dal 1997 al 2009
Logo di Ducati Corse in uso dal 2010[80]
Il composit logo del team MotoGP usato dal 2011 al 2018, con una grafica rimandante al title sponsor Marlboro.